# Les Irakiens
Les Irakiens est un parti politique irakien dirigé par Ghazi al-Yaouar. C'était le plus important parti sunnite à participer aux élections de janvier 2005. 
Pendant la campagne précédente, al-Yaouar était président d'Irak, une figure encore très symbolique dans le cadre du Gouvernement intérimaire irakien mais tout de même bien en vue. 
Le parti est une alliance entre les chefs des tribus sunnites, sous la direction des chefs de la tribu Shammar de al-Yaouar. Dans ses 80 candidats, il y avait aussi des chiites notables. Du fait sans doute de la faible participation sunnite à l'élection, cette liste n'obtint que 150,000 suffrages, ce qui lui valut tout de même la quatrième place, avec 1.78 % des votes exprimés, et 5 sièges dans l'Assemblée nationale irakienne pour ce mandat de transition.
En vue des élections de décembre 2005 Les Irakiens se sont coalisés avec la Liste irakienne d'Iyad Allaoui, formant ainsi la Liste nationale irakienne.